# Gregor Adlercreutz
Gregor Adlercreutz est un cavalier suédois né le 16 août 1898 à Stockholm et mort le 3 juin 1944 à Strömsholm.

## Carrière
Sa carrière amateur est principalement marquée par une médaille de bronze remportée aux Jeux olympiques de Berlin en 1936 en dressage par équipes avec Sven Colliander et Folke Sandström.

## Référence
1. ↑  https://www.sports-reference.com/olympics/athletes/ad/gregor-adlercreutz-1.html